# دوکات

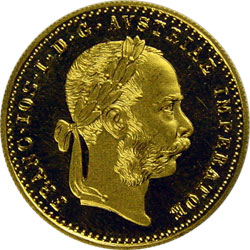

دوکات این سکه اولین بار در ونیز به نام طلای فلودیهای زرین ونیزی یا دوکای اروپایی ضرب شد و از آنجا به سرتاسر قاره اروپا راه یافت. به‌طوری که بسیاری از کشورهای اروپای اقدام به ضرب دوکات کردند. این سکه درمیان مسکوکات طلای دول، به پاکی طلا معروف و ممتاز بود. همین مشخصه آن را به مسکوکی قابل اطمینان برای تجارت بین‌المللی مبدل کرد. باجغلی (باجاقلی، باجاقلو، باجقلو، بجاقلی، باجقلو، باج اوغلی) نام ترکی سکه دوکات اروپایی است.

## تاریخچه
از قرن شانزدهم (از سال ۱۵۸۶) نسخه دوکات هلندی (فلمنگ) با تصویر شخص بلند قدی ضرب شد. با گسترش نفوذ تاجران هلندی این سکه‌های دوکات هلندی نقش مسکوک بین‌المللی به خود گرفتند و برای نخستین بار در دوران دوره دولت ترکی آذربایجانی آق قویونلو از طریق عثمانی به ایران راه یافتند. از آنجایکه «باجاقلی» به ترکی به معنی پادار، دارای پا یا قد بلند است این سکه‌ها به نام سکه «باجاقلی» یا «باجاقلو» شهرت پیدا کردند و تا قرن نوزدهم میلادی در قلمرو عثمانی، ایران، قفقاز و آذربایجان رواج داشتند.
حدود سال ۱۸۲۷ یا سال سی‌ام سلطنت فتحعلی شاه (۹۷–۱۸۳۴)، تاریخ ورود سکه‌های طلا دوکا از روسیه به ایران به عنوان مسکوک رایج نام برده می‌شود. در سفرنامه عباس میرزا ولیعهد روسیه در سال ۱۸۲۹ از «باجقلو» به عنوان واحد پرداخت اجرت نام برده می‌شود. جیمز موریه مأمور سیاسی دولت انگلستان در دوران سلطنت فتحعلی‌شاه نیز نام این سکه را در کتاب خود سرگذشت حاجی بابای اصفهانی آورده شده‌است.

در زمان ناصرالدین شاه (۱۸۴۸–۱۸۹۶) در متن امتیازنامه ژنرال فالکن هاگن برای ساخت راه آهن جلفا به تبریز (۱۸۷۴) صراحتاً از «باجاقلوی روسی» جهت مشخص کردن سرمایه اسمی شرکت و مبلغ پرداختها استفاده می‌شود. اما بنظر می‌رسد در انتهای حکومت ۵۰ ساله ناصرالدین شاه این مسکوکات از جمله مضروبات «کهنه» بحساب می‌آمدند. امین الدوله در خاطرات خود اشاره دارد که نهایتاً ناصرالدین شاه تمامی باجاقلوها را از خزانه بیرون آورد و به ضراب خانه فرستاد و به تومان ایرانی تبدیل و از این راه شش هزار اشرفی به خزانه افزون کرد.

## مشخصات سکه
عیار این سکه همواره ثابت و مقدار ۹۸۶/۱۰۰۰ و وزن آن ۳٬۵ گرم بود. از قرن هجده به بعد به علت ایجاد دشواری در جعل و جلوگیری از چیدن آنها این سکه‌ها دارای ضرب بر روی سطح دور خود نیز شدند.